# Guarbecque (plaats)
Guarbecque (Nederlands: Gaverbeke) is een gemeente in het Franse departement Pas-de-Calais (regio Hauts-de-France). De plaats maakt deel uit van het arrondissement Béthune. Guarbecque telde op 1 januari 2022 1.375 inwoners.
In een ver verleden had het dorp een Vlaamsklinkende naam; in de 12e eeuw werd Gaverbeca geschreven; de huidige naam is daarvan een Franse fonetische nabootsing. Het dorp ontleent zijn naam aan het riviertje de Guarbecque (Gaverbeek).

## Geografie
De oppervlakte van Guarbecque bedroeg op 1 januari 2022 5,46 vierkante kilometer; de bevolkingsdichtheid was toen 251,8 inwoners per km².

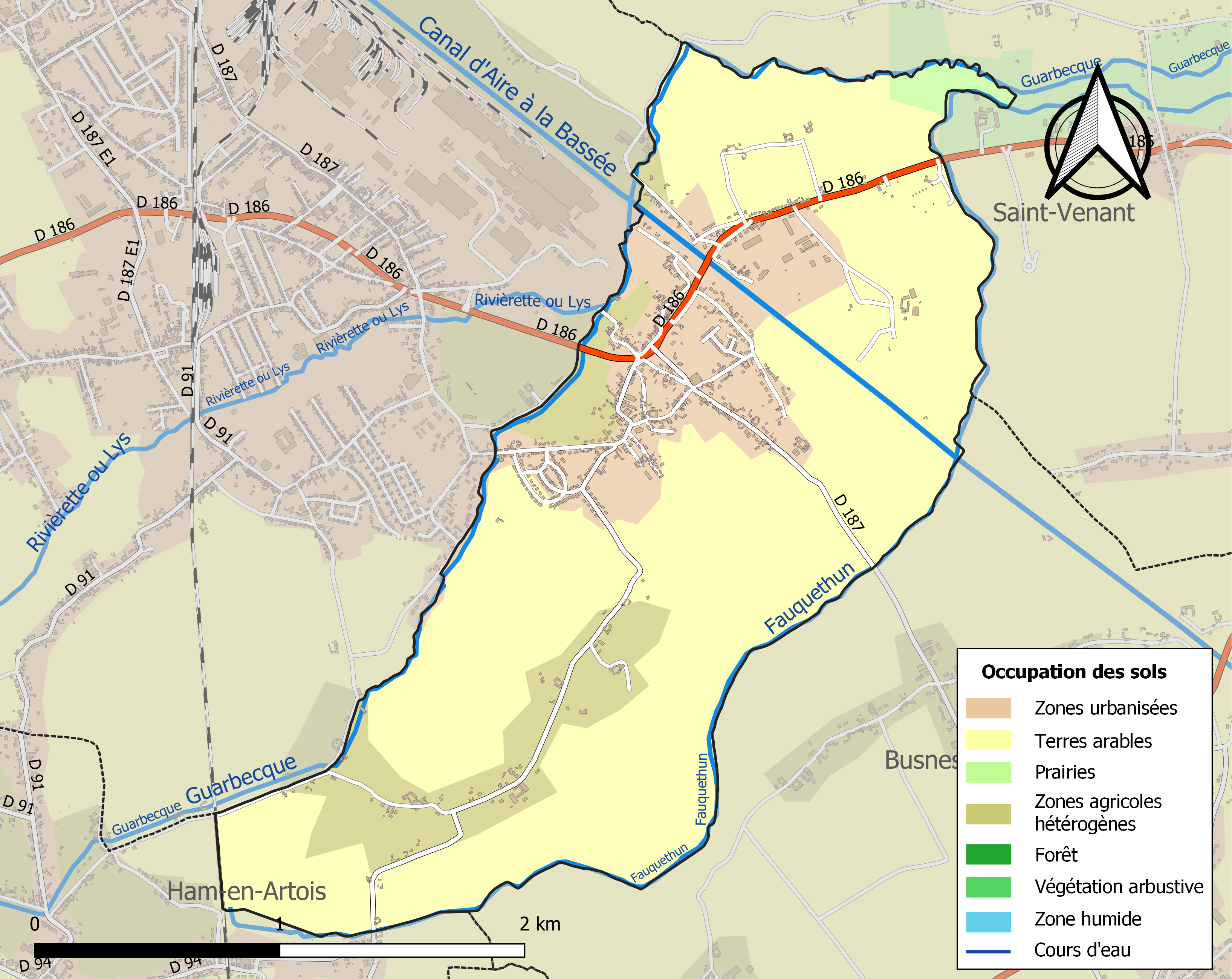
Kaart van de gemeente met belangrijkste infrastructuur, bodemgebruik en omliggende gemeenten

## Demografie
Onderstaande figuur toont het verloop van het inwonertal (bron: INSEE-tellingen).